# Éverton Santos
Éverton Santos, właśc. Éverton Leandro dos Santos Pinto (ur. 12 października 1986 w São José dos Campos) – brazylijski piłkarz występujący na pozycji napastnika.

## Życiorys
Piłkarską karierę rozpoczął w São José EC w 2005 roku, w którego przeszedł do EC Santo André w 2005 roku. Z Santo André został wypożyczony do São Bernardo. Kolejnym etapem kariery było Bragantino skąd przeszedł do Corinthians Paulista.
Pierwszą część 2008 roku spędził we francuskim Paris Saint-Germain, z którym zdobył Puchar Ligi Francuskiej. W PSG nie zdołał wywalczyć miejsca w składzie i na sezon 2008-2009 został wypożyczony do Fluminense FC.
Od lipca do grudnia 2009 był wypożyczony z PSG do japońskiego Albirex Niigata. W 2010 powrócił do Brazylii do Goiás EC, dokąd został wypożyczony z PSG. Z Goiás Everton spadł do drugiej ligi. Na początku 2011 był krótko wypożyczony do AA Ponte Preta.
17 marca 2011 został w końcu wykupiony z PSG przez południowokoreański Seongnam FC. Z Seongnam zdobył Puchar Korei Południowej w 2011.